# Johan Friedrich Steltzner
Johan Friedrich Steltzner, död 21 maj 1753, var en svensk guldsmed i Malmö.

## Biografi
Steltzner var troligen son till guldsmeden Michael Steltzner i Göteborg, som 1697 flyttade till Lidköping. Han blev lärling 14 juni 1709 hos guldsmedsmästaren Michael Burman i Lidköping under ämbetet i Göteborg. Hos honom var han från 12 mars 1716 gesäll. Steltzner blev före 31 maj 1721 mästare i Malmö och valdes 14 augusti 1730 till ålderman. Han avsade sig åldermanskapet 17 april 1752. Steltzner avled 21 maj 1753 var han död.
Han var gift med Anna Maria Steltzner som uppehöll verkstaden efter hans död. Hon gifte om sig med guldsmeden Lars Engström.

## Verklista
- 1722 - Soppskål. Ägdes av överhovjägmästaren Nils Trolle, Trollenäs.[1]
- 1723 - Bägare. Ägdes av grosshandlaren G. Fougstedt, Malmö.[1]
- 1724 - Kalk i Sankt Petri kyrka, Ystad.[1]
- 1729 - Bägare. Ägdes av grosshandlaren G. Fougstedt, Malmö.[1]
- 1740 - Sockerskrin. Ägs av Hallwylska museet.[1]
- 1740 - Ljusstake. Ägs av Västergötlands museum.[1]
- 1740 - Sked. Ägs av Kulturen.[1]